# Jugenheim in Rheinhessen
Jugenheim in Rheinhessen é um município da Alemanha localizado no distrito de Mainz-Bingen, estado da Renânia-Palatinado.
Pertence ao Verbandsgemeinde de Nieder-Olm.